# Elaphoglossum beitelii
Elaphoglossum beitelii là một loài thực vật có mạch trong họ Lomariopsidaceae. Loài này được (Mickel) A. Rojas mô tả khoa học đầu tiên năm 2002.